# 迎恩门 (齐齐哈尔)

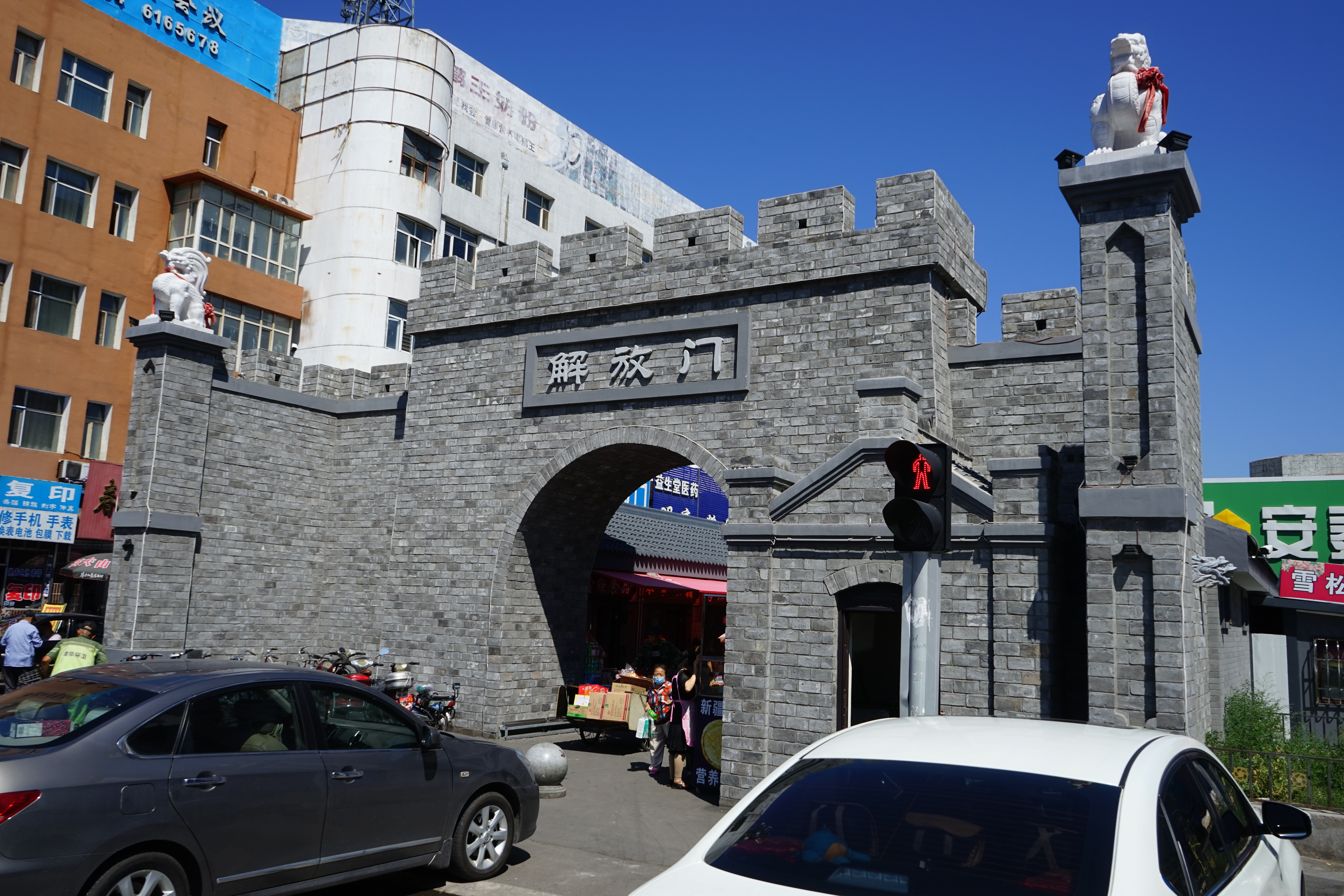
解放门，摄于2017年

迎恩门是位于中国黑龙江省齐齐哈尔市卜奎北大街上的一座城门。
齐齐哈尔迎恩门始建于清康熙三十年（1691年），齐齐哈尔建城。光绪八年(1882年)，齐齐哈尔城在原城墙的基础上进行了修缮，并将4个城门名为:南曰迎恩，北曰怀远，东曰承辉，西曰平定。迎恩门由此而来。 解放初期，“迎恩门”改名为“解放门”以纪念齐齐哈尔市解放。